# Coutarea
Coutarea là một chi thực vật có hoa trong họ Thiến thảo (Rubiaceae).

## Loài
Chi Coutarea gồm các loài: